# Lucky Lady
Lucky Lady is een Amerikaanse filmkomedie uit 1975 onder regie van Stanley Donen.

## Verhaal
Tijdens de drooglegging begint Claire samen met twee vrienden drank te smokkelen. De alcohol wordt met een smokkelschip naar de kust van Californië gebracht. De Amerikaanse kustwacht en rivaliserende bendes zitten hen dikwijls op de hielen. Bovendien hebben ze ook onderling problemen.

## Rolverdeling
| Acteur          | Personage         |
| --------------- | ----------------- |
| Gene Hackman    | Kibby Womack      |
| Liza Minnelli   | Claire            |
| Burt Reynolds   | Walker Ellis      |
| Geoffrey Lewis  | Kapitein Mosely   |
| John Hillerman  | McTeague          |
| Robby Benson    | Billy             |
| Michael Hordern | Kapitein Rockwell |
| Anthony Holland | Mijnheer Tully    |
| John McLiam     | Rass Huggins      |
| Val Avery       | Dolph             |
| Louis Guss      | Bernie            |
| William Bassett | Charley           |